# Samuel Arnold

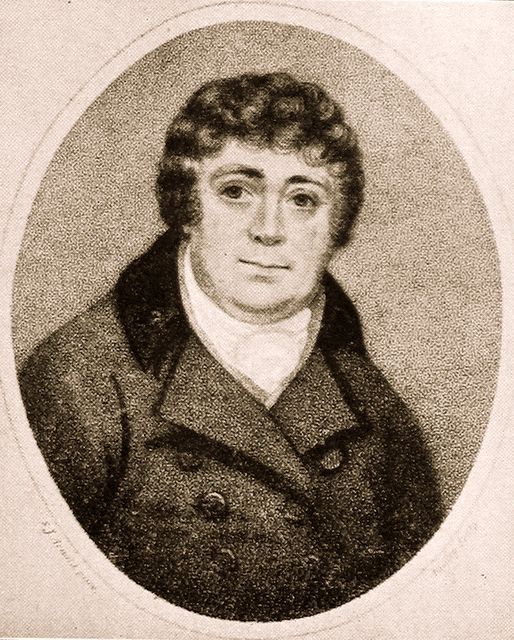
Samuel Arnold

Samuel Arnold (Londen, 10 augustus 1740 - aldaar, 22 oktober 1802) was een Engelse componist, organist en koorzanger van het Chapel Royal.
In 1765 werd hij aangesteld als componist bij het Covent Garden theater. Hij was de redacteur van een verzameling van Cathedral Music en composities van Handel. Hij kreeg de Doctor's titel in de muziek van Oxford in 1773 en werd in 1783 organist van het Chapel Royal en in 1793 van Westminster Abbey.
Hij componeerde onder andere opera's en toneelstukken met muziek en oratorio's, waaronder Elisha, kerkmuziek, koorwerken, composities voor klavecimbel. liederen etc.